# Huanghua, Guangdong
Huanghua (kinesiska: 黄花) är en köping i sydöstra Kina. Den ligger i Yingde i staden Qingyuan i provinsen Guangdong, omkring 130 kilometer norr om provinshuvudstaden Guangzhou. Antalet invånare är 28 282. Befolkningen består av 13 674 kvinnor och 14 608 män. Barn under 15 år utgör 24,0 %, vuxna 15-64 år 63 %, och äldre över 65 år 12,0 %.